# Baltisk (cràter marcià)
Baltisk és el nom d'un cràter d'impacte al planeta Mart situat amb el sistema de coordenades planetocèntriques a -41.84 ° latitud N i 305.93 ° longitud E. L'impacte va causar un obertura de 50.75 quilòmetres de diàmetre a la superfície del quadrangle Argyre, el mateix quadrant del colossal cràter Galle. El nom va ser aprovat el 1976 per la Unió Astronòmica Internacional en honor de la ciutat illenca de Baltisk, al Cordó del Vístula.